# Atelopus muisca
Atelopus muisca là một loài cóc trong họ Bufonidae. Chúng là loài đặc hữu của Colombia.
Các môi trường sống tự nhiên của chúng là các khu rừng vùng núi ẩm nhiệt đới hoặc cận nhiệt đới, đồng cỏ ở cao nhiệt đới hoặc cận nhiệt đới, và sông. Loài này đang bị đe dọa do mất nơi sống.